# Thời kỳ Nguyên Trị
| Lịch sử Nhật Bản | Lịch sử Nhật Bản |
| --- | ---------------- |
| Tiền sửThời kỳ đồ đá cũ ~15000 TCN Thời kỳ Jōmon (Thằng Văn) ~15000 TCN–300 TCN Thời kỳ Yayoi (Di Sinh) tk 4 TCN–tk 3 |                  |
| Cổ đạiThời kỳ Kofun (Cổ Phần) tk 3–tk 7 Thời kỳ Asuka (Phi Điểu) 592–710 Thời kỳ Nara (Nại Lương) 710–794 Thời kỳ Heian (Bình An) 794–1185 |                  |
| Phong kiếnThời kỳ Kamakura (Liêm Thương) 1185–1333 Tân chính Kemmu (Kiến Vũ) 1333–1336 Thời kỳ Muromachi (Thất Đinh) 1336–1573 Thời kỳ Nam-Bắc triều 1336–1392 Thời kỳ Chiến Quốc 1467–1590 Thời kỳ Azuchi-Momoyama (An Thổ-Đào Sơn) 1573–1603 Mậu dịch Nanban (Nam Man) Chiến tranh Nhật Bản – Triều Tiên 1592–1598 Thời kỳ Edo/Tokugawa (Giang Hộ/Đức Xuyên)1603–1868 Chiến tranh Nhật Bản – Lưu Cầu Chiến dịch Ōsaka (Đại Phản) Tỏa Quốc Đoàn thám hiểm Perry Hiệp ước Kanagawa (Thần Nại Xuyên) Bakumatsu (Mạc mạt) Minh Trị Duy tân Chiến tranh Boshin (Mậu Thìn) |                  |
| Hiện đạiThời kỳ Minh Trị (Meiji) 1868–1912 Nhật xâm lược Đài Loan 1874 Chiến tranh Tây Nam Chiến tranh Nhật–Thanh Hiệp ước Mã Quan Chiến tranh Ất Mùi 1895 Phong trào Nghĩa Hòa Đoàn Hòa ước Portsmouth Hiệp ước Nhật–Triều 1910 Thời kỳ Đại Chính (Taishō) 1912-1926 Nhật Bản trong Thế chiến thứ nhất Sự can thiệp của Nhật Bản vào Siberia Đại thảm họa động đất Kantō 1923 Thời kỳ Chiêu Hòa (Shōwa) 1926–1989 Chủ nghĩa quân phiệt Nhật Bản Sự kiện Phụng Thiên Nhật Bản xâm lược Mãn Châu Hiệp ước chống Quốc tế Cộng sản Chiến tranh Trung–Nhật Cuộc tấn công Trân Châu Cảng Vụ ném bom nguyên tử xuống Hiroshima và Nagasaki Chiến tranh Xô–Nhật Nhật Bản đầu hàng Thời kỳ bị chiếm đóng 1945-1952 Nhật Bản thời hậu chiếm đóng Kỳ tích kinh tế Nhật Bản thời hậu chiến Thời kỳ Bình Thành (Heisei) 1989–2019 Thập niên mất mát Động đất Kobe 1995 Cool Japan Động đất và sóng thần Tōhoku 2011 Thời kỳ Lệnh Hòa (Reiwa) 2019–nay Đại dịch COVID-19 tại Nhật Bản |                  |
| Xem thêm Thiên hoàng • Niên biểu • Đế quốc Nhật Bản Kinh tế • Giáo dục • Quân sự • Hải quân • Di sản thế giới |                  |
| x t s |                  |

Thời kỳ Nguyên Trị (元治 Genji)là một Niên hiệu Nhật Bản sau Thời kỳ Văn Cửu và trước Thời kỳ Minh Trị. Thời kỳ này chỉ kéo dài hơn hai năm từ tháng 3 năm 1864 đến tháng 4 năm 1865. Thiên hoàng của thời đại này là Thiên hoàng Hiếu Minh. Tướng quân của Mạc phủ Edo là Tokugawa Iemochi.

## Thay đổi niên hiệu
- Ngày 27 tháng 3 năm 1864 (ngày 20 tháng 2 năm 1864 âm lịch): Niên hiệu mới được tạo ra để đánh dấu sự khởi đầu của một kỷ nguyên mới dựa trên chu kỳ 60 năm của Chiêm tinh Trung Quốc.[2]
- Ngày 1 tháng 5 năm 1865 (ngày 7 tháng 4 năm 1865 âm lịch): Đổi niên hiệu thành Khánh Ứng.

## Sự kiện thời kỳ Nguyên Trị
- Tháng 3 (năm Nguyên Trị): Khởi nghĩa Kantō xảy ra trong khu vực phiên Mito
- Ngày 8 tháng 7 năm 1864 (năm Nguyên Trị, ngày 5 tháng 6 âm lịch): Sự kiện Ikedaya xảy ra tại quán trọ Ikedaya ở Kyoto.
- Ngày 12 tháng 8 năm 1864 (năm Nguyên Trị, ngày 11 tháng 7 âm lịch): Sakuma Shōzan bị ám sát ở tuổi 53.[3] Ông đã đi từ Edo đến Kyoto theo lệnh của Mạc phủ để giải thích ý tưởng của mình và xin phép việc mở cửa đất nước, nhưng đã bị ám sát dưới bàn tay của một người theo  tư tưởng Tôn hoàng nhương di.[4]
- Ngày 5–6 tháng 9 năm 1864 (năm Nguyên Trị, ngày 5-6 tháng 8 âm lịch): Pháo kích Shimonoseki.